# 올리비에 프루스트
올리비에 다니엘 프루스트(프랑스어: Olivier Daniel Proust, 1948년 8월 15일 뇌이쉬르센 ~ 2003년 2월 19일 파리 12구)는 프랑스의 배우, 작가, 연극연출가다.

## 생애

### 초기 생애
올리비에 프루스트는 프랑스 뇌이쉬르센에서 탄생했다. 파리 낭테르 대학교에서 문학과 미술사를 공부한 후, 프랑스의 대표적 영화 교육기관인 프랑스 고급 영화 연구소와 연극 학교인 에콜 드 라 뤼 블랑슈에서 연극을 전공했다.

### 예술 활동

#### 더빙
올리비에 프루스트는 다양한 영화와 애니메이션의 더빙 작업에도 참여하며, 프랑스 엔터테인먼트 산업에서 그의 다재다능한 재능을 보여줬다.

#### 연극
올리비에 프루스트는 파리의 여러 카바레에서 경력을 시작하여, 이후 연극 무대에서 활발히 활동했다. 그는 연출가로서도 활동하며, 다양한 작품을 무대에 올렸다.

### 사망 및 유산

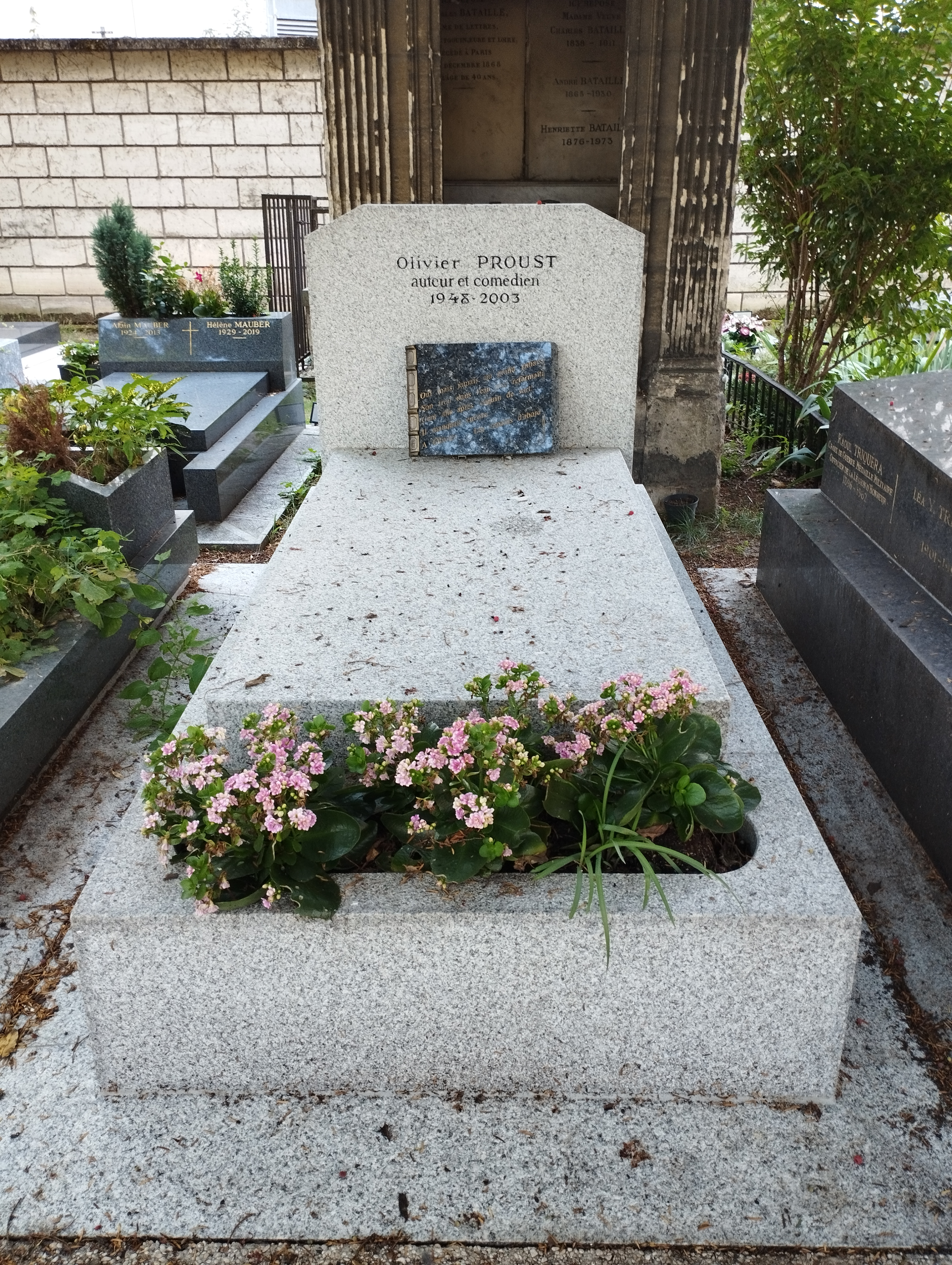
몽마르트르 묘지에 있는 프랑스의 배우 올리비에 프루스트의 무덤

올리비에 프루스트는 2003년 2월 19일 파리에서 54세의 나이로 세상을 떠났다. 그는 몽마르트르 묘지에 묻혔으며, 그가 존경하던 루이 주베, 사샤 기트리, 프랑수아 트뤼포와 같은 예술가들이 곁에 잠들어 있다.

## 주요 작품
- 레미제라블